# Оділь Версуа
Оділь Версуа (фр. Odile Versois справжнє ім'я — Тетяна Володимирівна Полякова-Байдарова, відома також як Етьєннетт Тетяна де Полякофф-Байдарофф, фр. Étiennette Tatiana de Poliakoff-Baïdaroff, нар. 15 червня 1930, Париж, Франція — 23 червня 1980, Неї-сюр-Сен, Франція) — французька актриса російського походження, сестра актриси Марини Владі.

## Біографія
Дочка оперного співака Володимира Васильовича Полякова-Байдарова і балерини Міліци Енвальд.
В юності танцювала в кордебалеті Паризької опери, однак обрала кар'єру актриси, взявши псевдонім Оділь Версуа. Дебютувала у фільмі «Останні канікули» Р. Ленхардта, згодом знялася в трьох десятках фільмів, в тому числі « Картуш» Ф. де Брока, «Ти — отрута» Р. Оссейна і «Бенжамен, або Щоденник незайманого» М. Девіля. Крім того, знімалася в телефільмах і грала в різних театральних постановках (в тому числі спільно з сестрами в спектаклі «Три сестри» на сцені театру Hébertot).
Після розлучення з актором Жаком Дакміне Оділь Версуа в 1953 році вийшла заміж за графа Франсуа Поццо ді Борго, з яким у неї було четверо дітей. У п'ятдесят років вона померла від раку. Похована на Російському цвинтарі Сент-Женев'єв-де-Буа (Ессонн).

## Сім'я
Перший чоловік — актор Жак Дакмін. Другий чоловік — граф Ф. Поццо ді Борго (четверо дітей).
Сестри — режисер Ольга Варен і актриси Елен Вальє і Марина Владі.

## Нагороди
- 1948 — Приз Сюзанни Бь'нкетті (за роль у фільмі «Останні канікули»)